# Manade Fabre-Mailhan
Pour les articles homonymes, voir Fabre et Mailhan.
La manade Mailhan est un élevage de taureaux de Camargue, fondée en 1954, par Francis Fabre et Marcel Mailhan. Les couleurs de sa cocarde sont le vert, le blanc et le bleu.

## Historique
Né en 1924 à Marguerittes, Marcel Mailhan, fils de cheminot, était, d'après Jacky Siméon, « incontournable » en Camargue.
Il se met d'abord au service de Roger Gauzargues. Inspiré par Folco de Baroncelli, il fonde la manade en 1954 avec Francis Fabre, armateur, époux de Mistou Pastré.
De 1952 à 1953, il est capitaine de la Confrérie des gardians.
Proche de Georges Pompidou, il prétendait lui avoir suggéré l'instauration de la taxe sur la valeur ajoutée.
Il fait découvrir la Camargue et la bouvine à plusieurs personnalités, dont Jackie Kennedy. Le 7 septembre 1975, il organise 
aux Baux-de-Provence.
une course à la cocarde, présidée par Saddam Hussein et en présence de Bernadette et Jacques Chirac. Les raseteurs se partagent la somme d'1 500 000 francs, du jamais vu depuis la course organisée par Jean Lafont sur le domaine de Bernard Buffet en 1958.
Doué d'une grande faconde, il était réputé pour son talent de conteur ; il fut l'« ambassadeur de la bouvine » et la « mémoire de la Camargue » — bien qu'il n'ait jamais couché par écrit ses mémoires. Il fut président de l'Association des éleveurs de taureaux de race camarguaise pendant 25 ans.
Chevalier de l'ordre national du Mérite et commandeur du Mérite agricole, il meurt le 3 mars 2003, et ses obsèques sont célébrées en l'église de la Major d'Arles. Ses fils Pascal et Jacques Mailhan, associés à Hélène Fabre, lui succèdent. Jacques devient président de l'Association des manadiers après sa mère.
Dans les années 2020, c'est Raoul, fils de Jacques, qui prend à son tour les rênes de l'élevage.

## Palmarès
Le cocardier Rami est élu Biòu d'or en 1969 et 1971.
Le cocardier Pasteur est élu Biòu d'or en 2009. La même année, la manade est championne de France.